# Pelagosa (posamine)
Il Pelagosa fu un posamine della Regia Marina italiana, entrato in servizio nel 1927 come parte della classe Fasana.
Attiva durante la seconda guerra mondiale, la nave fu una delle prime unità affondate poco dopo l'entrata in vigore dell'armistizio di Cassibile tra l'Italia e gli Alleati: all'alba del 9 settembre 1943 il posamine, ormeggiato nel porto di Genova per riparazioni dovute a danni subiti in una missione precedente, prese il largo facendo rotta su Livorno. La motozattera tedesca (Marine-fahrprahm) F 433 si mise al suo inseguimento e da una distanza di 4200 metri lo colpì con il suo cannone da 75 mm. La motozattera tentò il rimorchio del posamine immobilizzato che stava imbarcando acqua fino a quando questo affondò alle ore 12,15 a circa un miglio dalla spiaggia di Quarto ; i superstiti vennero raccolti dai pescatori locali.
Il relitto giace capovolto su un fondale di 37 metri ed è stato oggetto di pesanti razzie nel corso degli anni.